# Motswako
Le motswako est un genre de hip-hop d'Afrique australe, populaire en Afrique du Sud,,

## Histoire et caractéristiques

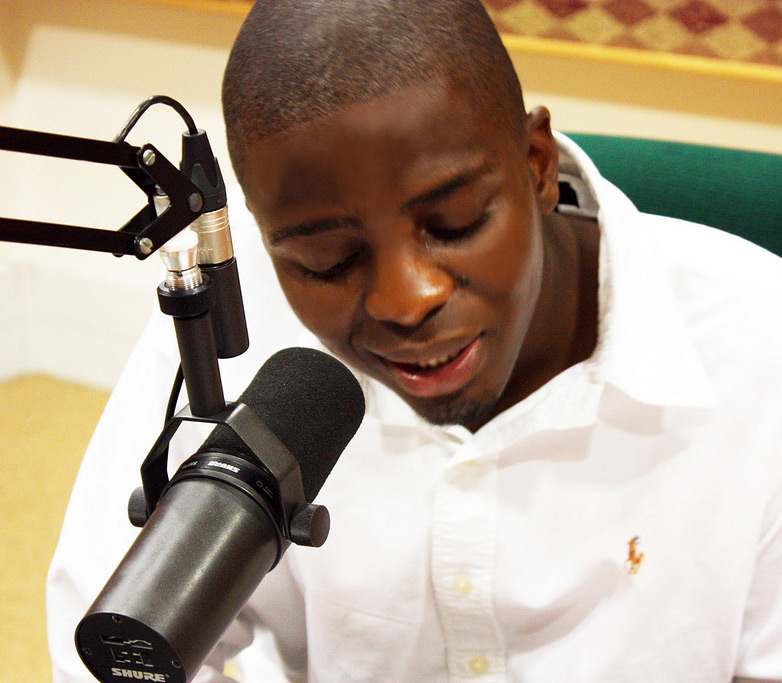
Zeus, musicien de motswako.

Il consiste en un mélange de paroles de rap dans la langue locale (le setswana) et en anglais, sur un rythme régulier. Les autres langues utilisées sont le sesotho, le zoulou et l'afrikaans, selon l'origine du rappeur. Le genre gagne en popularité à la fin des années 1990, lorsque des groupes sud-africains comme HHP,, et Baphixile (composé de Prof et Blax Myth) commencent à rapper en setswana, ce qui a pour effet d'augmenter le nombre de fans au sein de la population locale. En raison de sa réputation en Afrique du Sud, la plupart des artistes en devenir utilisent ce genre comme base avant de commencer leur carrière musicale, en raison de ses principes de base. Un bon artiste de motswako doit apprendre les techniques d'écriture créative utilisées pour perfectionner le genre, ce qui le rend facile à apprendre et à écrire de la musique.
Désormais, il existe un grand nombre d'artistes de motswako au Botswana et en Afrique du Sud, avec peu de femmes artistes.